# Jakob Hlasek
Jakob Hlasek, né le 12 novembre 1964 à Prague, est un joueur de tennis suisse, professionnel de 1983 à 1996. Pendant sa carrière sportive, il a notamment remporté cinq titres en simple et vingt en double.

## Biographie

### Carrière sportive
Passé professionnel en 1982, Jakob Hlasek réalise sa meilleure saison en 1988 en remportant deux tournois et en se qualifiant pour le Masters. En 1990, il remporte avec Guy Forget l'ATP World Tour World Championships (Masters) de double. En 1992, il remporte le double avec Marc Rosset aux Internationaux de France de tennis et atteint la finale de la Coupe Davis face aux États-Unis. La même année, il gagne la Coupe Hopman.
Son meilleur classement ATP fut le 7e rang en simple et le 4e rang en double, obtenus tous deux en 1989.

### Reconversion
Après la fin de sa carrière de joueur, Jakob Hlasek fut capitaine de l'équipe suisse de Coupe Davis de 1999 à 2001, mais il dut renoncer à son poste en raison de problèmes relationnels avec Marc Rosset.

## Parcours dans les tournois duGrand Chelem

### En simple
| Année | Open d'Australie | Open d'Australie | Internationaux de France | Internationaux de France | Wimbledon       | Wimbledon      | US Open         | US Open       | Open d'Australie | Open d'Australie |
| ----- | ---------------- | ---------------- | ------------------------ | ------------------------ | --------------- | -------------- | --------------- | ------------- | ---------------- | ---------------- |
| 1983  | n.o.             | n.o.             | —                        | —                        | 3e tour (1/16)  | I. Lendl       | —               | —             | —                | —                |
| 1984  | n.o.             | n.o.             | 2e tour (1/32)           | C. Motta                 | 2e tour (1/32)  | W. Masur       | 1er tour (1/64) | S. Perkiss    | 3e tour (1/16)   | P. Cash          |
| 1985  | n.o.             | n.o.             | 2e tour (1/32)           | S. Edberg                | 1er tour (1/64) | T. Moor        | 1er tour (1/64) | J. Yzaga      | 3e tour (1/16)   | J. Lloyd         |
| 1986  | n.o.             | n.o.             | 2e tour (1/32)           | I. Lendl                 | 3e tour (1/16)  | E. Edwards     | 1er tour (1/64) | G. Donnelly   | n.o.             | n.o.             |
| 1987  | 2e tour (1/32)   | van Rensburg     | 1er tour (1/64)          | Bengoechea               | 1/8 de finale   | S. Edberg      | 3e tour (1/16)  | M. Mečíř      | n.o.             | n.o.             |
| 1988  | 1er tour (1/64)  | B. Dyke          | 3e tour (1/16)           | Y. Noah                  | 2e tour (1/32)  | P. Kühnen      | 1/8 de finale   | I. Lendl      | n.o.             | n.o.             |
| 1989  | 1er tour (1/64)  | D. Cahill        | 1/8 de finale            | A. Mancini               | 1er tour (1/64) | T. Högstedt    | —               | —             | n.o.             | n.o.             |
| 1990  | 1er tour (1/64)  | P. Korda         | 2e tour (1/32)           | N. Kulti                 | 2e tour (1/32)  | I. Lendl       | 3e tour (1/16)  | P. Sampras    | n.o.             | n.o.             |
| 1991  | 1er tour (1/64)  | J. Stoltenberg   | 1/4 de finale            | A. Agassi                | 2e tour (1/32)  | T. Woodbridge  | 3e tour (1/16)  | D. Rostagno   | n.o.             | n.o.             |
| 1992  | 1er tour (1/64)  | P. Haarhuis      | 1er tour (1/64)          | A. Medvedev              | 3e tour (1/16)  | C. Saceanu     | 2e tour (1/32)  | S. Edberg     | n.o.             | n.o.             |
| 1993  | —                | —                | 2e tour (1/32)           | D. Rostagno              | 3e tour (1/16)  | Bo. Becker     | 2e tour (1/32)  | Bo. Becker    | n.o.             | n.o.             |
| 1994  | 2e tour (1/32)   | M. Rosset        | 1er tour (1/64)          | C. Pioline               | 3e tour (1/16)  | G. Forget      | —               | —             | n.o.             | n.o.             |
| 1995  | 1er tour (1/64)  | P. Rafter        | 1er tour (1/64)          | J. Palmer                | 1er tour (1/64) | B. Karbacher   | 2e tour (1/32)  | T. Woodbridge | n.o.             | n.o.             |
| 1996  | 2e tour (1/32)   | M. Chang         | 3e tour (1/16)           | M. Rosset                | 1/8 de finale   | J. Stoltenberg | 1/8 de finale   | M. Chang      | n.o.             | n.o.             |

N.B. : à droite du résultat se trouve le nom de l'ultime adversaire.

### En double
| Année | Open d'Australie            | Open d'Australie      | Internationaux de France    | Internationaux de France | Wimbledon                  | Wimbledon               | US Open                    | US Open                 | Open d'Australie          | Open d'Australie      |
| ----- | --------------------------- | --------------------- | --------------------------- | ------------------------ | -------------------------- | ----------------------- | -------------------------- | ----------------------- | ------------------------- | --------------------- |
| 1983  | n.o.                        | n.o.                  | —                           | —                        | 2e tour (1/16) C. Cox      | P. Fleming J. McEnroe   | —                          | —                       | —                         | —                     |
| 1984  | n.o.                        | n.o.                  | 1er tour (1/32) M. Schapers | C. Fancutt J. Navrátil   | 2e tour (1/16) C. Cox      | J. Alexander Fitzgerald | —                          | —                       | 1er tour (1/32) G. Forget | C. Miller E. Sherbeck |
| 1985  | n.o.                        | n.o.                  | 2e tour (1/16) C. Panatta   | De Palmer G. Donnelly    | 1er tour (1/32) C. Panatta | C. Fancutt I. Lendl     | 1er tour (1/32) C. Motta   | S. Denton P. Fleming    | —                         | —                     |
| 1986  | n.o.                        | n.o.                  | 2e tour (1/16) P. Složil    | G. Luza G. Tiberti       | 1/2 finale P. Složil       | G. Donnelly P. Fleming  | 1er tour (1/32) P. Složil  | E. Edwards F. González  | n.o.                      | n.o.                  |
| 1987  | 1/8 de finale S. Stewart    | B. Dyke W. Masur      | 1er tour (1/32) Günthardt   | J. Bates A. Castle       | 2e tour (1/16) Günthardt   | S. Edberg A. Järryd     | 1er tour (1/32) B. Gilbert | Layendecker Michibata   | n.o.                      | n.o.                  |
| 1988  | 1er tour (1/32) A. Mansdorf | Chamberlin S. Stewart | 1er tour (1/32) C. Mezzadri | R. Leach J. Pugh         | —                          | —                       | 1/8 de finale S. Davis     | S. Casal E. Sánchez     | n.o.                      | n.o.                  |
| 1989  | 2e tour (1/16) G. Forget    | N. Broad S. Kruger    | 1/8 de finale E. Jelen      | C. Motta Willenborg      | 1/8 de finale J. McEnroe   | P. Doohan L. Warder     | —                          | —                       | n.o.                      | n.o.                  |
| 1990  | 1/8 de finale Winogradsky   | Fleurian H. Leconte   | 1er tour (1/32) G. Forget   | O. Delaitre G. Raoux     | 1/8 de finale G. Forget    | Stoltenberg Woodbridge  | 1/4 de finale G. Forget    | P. Aldrich D. Visser    | n.o.                      | n.o.                  |
| 1991  | 1er tour (1/32) G. Forget   | Fitzgerald A. Järryd  | 1/8 de finale G. Forget     | T. Nijssen C. Suk        | —                          | —                       | 1er tour (1/32) T. Šmíd    | N. Aerts F. Roese       | n.o.                      | n.o.                  |
| 1992  | 2e tour (1/16) P. McEnroe   | M. Keil F. Montana    | Victoire M. Rosset          | D. Adams Olhovskiy       | 1/2 finale G. Forget       | J. McEnroe M. Stich     | 2e tour (1/16) M. Rosset   | K. Evernden Layendecker | n.o.                      | n.o.                  |
| 1993  | —                           | —                     | 1er tour (1/32) M. Rosset   | B. Pearce B. Talbot      | 1er tour (1/32) S. Casal   | C. Suk D. Vacek         | 1er tour (1/32) Fitzgerald | L. Jensen M. Jensen     | n.o.                      | n.o.                  |
| 1994  | 2e tour (1/16) W. Masur     | H. Holm A. Järryd     | 2e tour (1/16) G. Forget    | G. Connell P. Galbraith  | 1er tour (1/32) D. Vacek   | C. Bailey G. Rusedski   | —                          | —                       | n.o.                      | n.o.                  |
| 1995  | 1/4 de finale Kafelnikov    | J. Palmer Reneberg    | 1/2 finale Wheaton          | N. Kulti M. Larsson      | 1/4 de finale G. Forget    | M. Knowles D. Nestor    | 2e tour (1/16) Wheaton     | Woodbridge Woodforde    | n.o.                      | n.o.                  |
| 1996  | 1/2 finale G. Forget        | S. Lareau A. O'Brien  | Finale G. Forget            | Kafelnikov D. Vacek      | 1/4 de finale G. Forget    | Philippoussis P. Rafter | 1/2 finale G. Forget       | J. Eltingh P. Haarhuis  | n.o.                      | n.o.                  |

N.B. : le nom du ou de la partenaire se trouve sous le résultat ; le nom des ultimes adversaires se trouve à droite.

## Participation aux Masters

### En double
| Année | Ville          | Surface  | Partenaire | Résultats | Résultat final |
| ----- | -------------- | -------- | ---------- | --------- | -------------- |
| 1990  | Sanctuary Cove | Dur ext. | Guy Forget | 5v, 0d    | Vainqueur      |